# Wolfgang Herold
Wolfgang Herold (...) è un produttore cinematografico statunitense, noto per aver prodotto film come House of the Dead e Alone in the Dark.

## Filmografia
- L'inizio della vita (1999)
- Blackwoods (2001)
- Heart of America (2002)
- House of the Dead (2003)
- Castro (2003)
- Alone in the Dark (2005)
- BloodRayne (2005)
- Surviving the Terror (2005)
- As esi tu (2006)
- In the Name of the King (2007)
- Brotherhood of Blood (2007)
- Die Brücke (2008)
- Alone in the Dark 2 (2008)
- Far Cry (2008)
- Max Schmeling (2010)
- Homies (2010)
- BloodRayne: The Third Reich (2011)
- Blubberella (2011)
- Der Geschmack von Apfelkernen (2013)
- I fratelli neri (2013)